# Теория за Големия взрив
Вижте пояснителната страница за други значения на Големия взрив.
„Теория за Големия взрив“ (на английски: The Big Bang Theory) е американски ситуационна комедия, създаден от Чък Лори и Бил Прейди, който се излъчва по Си Би Ес от 24 септември 2007 г. до 16 май 2019 г. Той разказва за ежедневието на двама физици от Калтек, живеещи срещу руса сервитьорка с амбиции да стане известна актриса.
На 12 януари 2011 г. Си Би Ес обявява, че сериалът е подновен за още три години и ще продължи през сезон 2013 – 2014 година. През февруари 2014 г. изпълнителният директор на Си Би Ес Лесли Мунвес потвърждава, че сериалът е подновен за осми сезон. През март 2014 е подновен за три сезона до сезон 2016 – 2017 година. През март 2017 г. е подновен за още два сезона до сезон 2018 – 19.
Дванайсетият и последен сезон започва на 24 септември 2018 г. Последните два епизода са заснети съответно на 23 и 30 април 2019 г. и са излъчени наведнъж на 16 май 2019 г.

## Актьорски състав
- Джони Галеки – Ленард Хофстетър. Експериментален физик с IQ от 173, който получава докторската си степен на 24 години. Споделя апартамент със своя колега и приятел Шелдън Купър. Сценаристите веднага загатват потенциален романс между него и съседката им Пени, и сексуалното напрежение между тях е честа тема.
- Джим Парсънс – Шелдън Купър. Роден в Източен Тексас, той постъпва в колеж на 11 години (след като завършва пети клас) и получава докторската си степен на 16. Той е теоретичен физик, концентриран върху теорията на струните и има IQ от 187. Проявява стриктна привързаност към рутината; не разбира от ирония и сарказъм; не се интересува от романтичните увлечения на Ленард, Хауърд и Радж. Шелдън дели апартамент с Ленард Хофстетър срещу този на Пени и разчита на двамата за съвети в житейски ситуации.
- Кейли Куоко – Пени. Родената и отраснала в Омаха, Небраска блондинка, която живее срещу Шелдън и Ленард. Тя преследва актьорска кариера и е ходила по кастинги и прослушвания, но без успех. За да си плаща сметките, работи като сервитьорка и понякога като барманка в Чийзкейк Фактъри.
- Саймън Хелбърг – Хауърд Уолоуиц. Работи като космически инженер. Евреин е и живее с майка си. Когато е на 11, баща му ги напуска и той все още не знае защо. За разлика от Шелдън, Ленард и Радж, той няма докторска степен. Той се ѝзащитава с това, че има магистърска степен по инженерство от Масачузетския технологичен институт и че апаратите, които проектира, са пускани в космоса, за разлика от чисто абстрактната работа на приятелите му. Използва нелепи изрази за свалки и счита себе си за разбирач по жените, но Пени не се впечатлява; въпреки това той е постигал донякъде успех с други жени. Твърди, че е полиглот, но всъщност не е (според китайски келнер той само си мисли, че говори мандарин).
- Кунал Наяр – Раджеш Кутрапали. От Ню Делхи, Индия е и работи като астрофизик в Калтек. Семейството му е доста заможно. Комуникира с тях чрез уеб камера. Срамува се около жените и не може да разговаря с тях, освен ако не пие алкохол (или ако мисли, че е пил алкохол). Въпреки това, на него често му провървява повече, отколкото на самоуверения му най-добър приятел Хауърд.
- Майъм Биалик – Ейми Фера Фаулър.
- Сара Гилбърт – Лесли Уинкъл.
- Мелиса Рауч – Бернадет Ростенковски.
- Кевин Съсман – Стюарт Блум.
- Лора Спенсър – Емили Суийни.

## Рейтинги
Американски сезонни класации на „Теория за Големия взрив“ по CBS.
| Сезон | Час                                                                      | Сезонна премиера     | Сезонен финал  | ТВ сезон    | Място | Зрители (в милиони) |
| ----- | ------------------------------------------------------------------------ | -------------------- | -------------- | ----------- | ----- | ------------------- |
| 1     | Понеделник 20:30 (епизоди 1 – 8) Понеделник 20:00 (епизоди 9 – 17)       | 24 септември 2007 г. | 19 май 2008 г. | 2007 – 2008 | 68    | 8,31                |
| 2     | Понеделник 20:00 (епизоди 1 – 14 и 16 – 23) Понеделник 21:30 (15 епизод) | 22 септември 2008 г. | 11 май 2009 г. | 2008 – 2009 | 44    | 10,03               |
| 3     | Понеделник 21:30 (епизоди 1 – 19 и 21 – 23) Понеделник 21:00 (20 епизод) | 21 септември 2009 г. | 24 май 2010 г. | 2009 – 2010 | 12    | 14,22               |
| 4     | Четвъртък 21:00                                                          | 23 септември 2010 г. | 19 май 2011 г. | 2010 – 2011 | 15    | 13,21               |
| 5     | Четвъртък 20:00                                                          | 22 септември 2011 г. | 17 май 2012 г. | 2011 – 2012 | 8     | 15,82               |
| 6     | Четвъртък 20:00                                                          | 27 септември 2012 г. | 16 май 2013 г. | 2012 – 2013 | 3     | 18,68               |
| 7     | Четвъртък 20:00                                                          | 26 септември 2013 г. | 15 май 2014 г. | 2013 – 2014 | 2     | 19,96               |
| 8     | Понеделник 20:00 (епизоди 1 – 6) Четвъртък 20:00 (епизоди 7 – 24)        | 22 септември 2014 г. | 7 май 2015 г.  | 2014 – 2015 | 2     | 19,05               |
| 9     | Понеделник 20:00 (епизоди 1 – 6) Четвъртък 20:00 (епизоди 7 – 24)        | 21 септември 2015 г. | 12 май 2016 г. | 2015 – 2016 | 2     | 20,36               |
| 10    | Понеделник 20:00 (епизоди 1 – 5) Четвъртък 20:00 (епизоди 6 – 24)        | 19 септември 2016 г. | 11 май 2017 г. | 2016 – 2017 | 2     | 18,99               |
| 11    | Понеделник 20:00 (епизоди 1 – 5) Четвъртък 20:00 (епизоди 6 – 24)        | 25 септември 2017 г. | 10 май 2018 г. | 2017 – 2018 | 1     | 18,63               |
| 12    | Понеделник 20:00 (епизод 1) Четвъртък 20:00 (епизоди 2 – 24)             | 24 септември 2018 г. | 16 май 2019 г. | 2018 – 2019 | 2     | 17,31               |

## Спиноф
На 25 септември 2017 г. след премиерата на десетия сезон на сериала започва спиноф, озаглавен „Младият Шелдън“, чието действие се развива през 1989 г.

## „Теория за Големия взрив“ в България
В България сериалът започва излъчване на 5 ноември 2008 г. по Нова телевизия. Последният епизод е излъчен на 20 юни 2020 г.
На 11 януари 2010 г. започва повторно излъчване по Диема 2, а по-късно продължава по обновения Кино Нова.
На 2 юли 2012 г. започва по Диема.
На 7 ноември 2012 г. започва по bTV Comedy.
На 19 септември 2016 г. започва по Fox.
За излъчванията по Нова телевизия и Диема от първи до четвърти сезон дублажът е на Арс Диджитал Студио, чието име се споменава от втори сезон, а от пети до дванайсети е на Диема Вижън, което не се споменава. Ролите се озвучават от артистите Силвия Русинова, Нина Гавазова от трети до дванайсети сезон, Борис Чернев в първи, Николай Николов от втори до дванайсети, Васил Бинев и Здравко Методиев. За излъчванията по bTV Comedy от първи до трети сезон дублажът е на bTV, а от четвърти до седми е на студио VMS и единствено Силвия Русинова е заместена от Даниела Горанова от пети до седми сезон. За излъчванията по Fox десети, единайсети и дванайсети сезон са преозвучени в Андарта Студио и Русинова отново е заместена от Горанова, а в единайсети Николов е заместен от Петър Върбанов.